# Moerisia
Moerisia is een geslacht van neteldieren uit de  familie van de Moerisiidae.

## Soorten
- Moerisia carine Bouillon, 1978
- Moerisia gangetica Kramp, 1958
- Moerisia gemmata (Ritchie, 1915)
- Moerisia horii (Uchida & Uchida, 1929)
- Moerisia inkermanica Paltschikowa-Osroumowa, 1925
- Moerisia lyonsi Boulenger, 1908
- Moerisia pallasi (Derzhavin, 1912)